# Dž. P. Morgan
Džon Pirpant Morgan stariji (17. april 1837 – 31. mart 1913) bio je američki finansijer i bankar koji je dominirao korporativnim finansijama na Vol stritu tokom pozlaćenog doba. Kao šef bankarske firme koja je na kraju postala poznata kao J.P. Morgan and Co, on je bio pokretačka snaga talasa industrijske konsolidacije u Sjedinjenim Državama koji je obuhvatao kraj 19. i početak 20. veka.
Tokom svoje karijere na Vol Stritu, Dž. P. Morgan vodio je formiranje nekoliko uglednih multinacionalnih korporacija, uključujući U.S. Stil korporacije, Internašonal harvestera i Dženeral elektrika. On i njegovi partneri takođe su imali kontrolne interese u brojnim drugim američkim preduzećima, uključujući AT&T, Vestern junion i 24 železnice. Zbog svog finansijskog uticaja, Morgan je imao ogroman uticaj na državne zakonodavce i finansije. Za vreme Panike iz 1907, organizovao je koaliciju finansijera koja je spasla američku ekonomiju od propasti.
Kao vodeći finansijer progresivne ere, posvećenost J. P. Morgana efikasnosti i modernizaciji pomogla je transformaciji oblika američke ekonomije. Adrijan Vuldridž je okarakterisao je Morgana kao „najvećeg američkog bankara”. Morgan je preminuo u snu 1913. godine u Rimu u Italiji, u 75. godini života, ostavljajući svoje bogatstvo i posao svom sinu, Džonu Pirpontu Morganu mlađem. Biograf Ron Černov procenio je njegovo bogatstvo na samo 118 miliona dolara (od čega je otprilike 50 miliona dolara u njegovoj ogromnoj umetničkoj kolekciji), neto vrednost koja je navodno navela Džona D. Rokfelera da kaže: „i da misli, on nije čak bio ni bogat čovek”.

## Detinjstvo i obrazovanje
Morgan je rođen i odrastao u Hartfordu, Konektikat, u porodici Džunijusa Spensera Morgana (1813–1890) i Džulijet Pierpont (1816–1884) iz uticajne porodice Morgan. Pierpont, kako je više voleo da ga znaju, imao je raznoliko obrazovanje delimično zahvaljujući planovima njegovog oca. U jesen 1848. prelazi u Hartfordsku državnu školu, zatim na Episkopsku akademiju u Češiru, Konektikat (danas Akademija Češir), gde se stanovao kod direktora. Septembra 1851, položio je prijemni ispit za Englesku srednju školu u Bostonu, koja se specijalizovala za matematiku za karijeru u trgovini. U aprilu 1852, Morgana je pogodila bolest koja je postajala sve češća kako je njegov život napredovao: reumatska groznica ga je ostavila u takvim bolovima da nije mogao da hoda, i Džunijus ga je poslao na Azore da se oporavi.
Tamo se oporavljao skoro godinu dana, a zatim se vratio u Boston da nastavi studije. Nakon diplomiranja, otac ga je poslao u Beleriv, školu u švajcarskom selu La Tur-de-Pe, gde je naučio da tečno govori francuski. Otac ga je potom poslao na Univerzitet u Getingenu da usavrši nemački. Postigao je prolaznu tečnost za šest meseci i diplomirao istoriju umetnosti; zatim se vratio u London preko Visbadena, sa završenim formalnim obrazovanjem.

## Karijera

### Rane godine i život
Morgan je počeo da se bavi bankarstvom 1857. godine u londonskom ogranku firme za trgovačko bankarstvo Peabody, Morgan & Co., partnerstvu između njegovog oca i Džordža Pibodija osnovano tri godine ranije. Godine 1858, preselio se u Njujork da bi se pridružio bankarskoj kući Duncan, Sherman & Company, američkog predstavnika George Peabody and Company. Tokom Američkog građanskog rata, u incidentu poznatom kao afera Hol karbin, Morgan je finansirao kupovinu pet hiljada pušaka iz vojnog arsenala po 3,50 dolara po komadu, koje su zatim preprodate terenskom generalu za po 22 dolara. Morgan je izbegao vojnu službu tokom rata tako što je platio jednom čoveku da ga zameni za 300 dolara. Od 1860. do 1864. godine, unutar J. Pierpont Morgan & Company radio je kao agent u Njujorku za očevu firmu, preimenovanu u „J.S. Morgan & Co.“. nakon Pibodijevog penzionisanja 1864. Od 1864. do 1872. bio je član firme Dabney, Morgan, and Company. Godine 1871, Entoni Džej Dreksel je sa svojim šegrtom Pierpontom osnovao njujoršku firmu Drexel, Morgan & Company.

### J.P. Morgan & Company
Morgan je tokom godina imao mnogo partnera, kao što je Džordž V. Perkins, ali je uvek ostao čvrsto na čelu. Često je preuzimao problematične poslove, reorganizovao njihove strukture i menadžment kako bi ih vratio na profitabilnost, proces koji je postao poznat kao „Morganizacija“. Njegova reputacija bankara i finansijera privlačila je interesovanje investitora za poslove koje je preuzeo.

## Literatura
- Auchincloss, Louis. (1990). J.P. Morgan : The Financier as Collector. Harry N. Abrams, Inc. ISBN 978-0-8109-3610-2.
- Baker, Ray Stannard (oktobar 1901). „J. Pierpont Morgan”. McClure's Magazine. св. 17 бр. 6. стр. 507—518. Приступљено 10. 7. 2009.
- Brands, H.W. Masters of Enterprise: Giants of American Business from John Jacob Astor and J. P. Morgan to Bill Gates and Oprah Winfrey (1999), pp. 64–79
- Bryman, Jeremy (2001). J. P. Morgan: Banker to a Growing Nation. ISBN 978-1-883846-60-2. : Morgan Reynolds Publishing. , for middle schools
- Carosso, Vincent P (1987). The Morgans: Private International Bankers, 1854–1913. Harvard University Press. ISBN 978-0-674-58729-8., 1987. 888 pp.
- Chernow, Ron. The House of Morgan: An American Banking Dynasty and the Rise of Modern Finance. 2001. ISBN 978-0-8021-3829-3..
- Morris, Charles R (2005). The Tycoons: How Andrew Carnegie, John D. Rockefeller, Jay Gould, and J. P. Morgan Invented the American Supereconomy. Henry Holt and Company. ISBN 978-0-8050-8134-3.
- Strouse, Jean (1999). Morgan: American Financier.. 796 pp.
- Wheeler, George, (1973). Pierpont Morgan and Friends: the Anatomy of a Myth. ISBN 9780136761488., Englewood Cliffs, N.J., Prentice-Hall.
- Brandeis, Louis D. Other People's Money and How the Bankers Use It. 1995. ISBN 978-0-312-10314-9.. Ed. Melvin I. Urofsky.
- Carosso, Vincent P (1970), Investment Banking in America: A History, Harvard University Press
- De Long, Bradford. (1991). „Did JP Morgan's Men Add Value?: An Economist's Perspective on Financial Capitalism”.  Ур.: Peter Temin, ed. Inside the Business Enterprise: Historical Perspectives on the Use of Information. стр. 205—36.. shows firms with a Morgan partner on their board had higher stock prices (relative to book value) than their competitors
- Forbes, John Douglas (1981). J. P. Morgan Jr. 1867–1943.. 262 pp. biography of his son
- Fraser, Steve, Every Man a Speculator: A History of Wall Street in American Life HarperCollins (2005)
- Garraty, John A (1960). Right-Hand Man: The Life of George W. Perkins. Greenwood Press. ISBN 978-0-313-20186-8.. Perkins was a top aide 1900–1910
- Garraty, John A (1960). „The United States Steel Corporation Versus Labor: The Early Years,”. Labor History. 1 (1): 3—38.
- Geisst; Charles R. Wall Street: A History from Its Beginnings to the Fall of Enron Архивирано на веб-сајту  (1. јул 2012). Oxford University Press. 2004.
- Giedeman, Daniel C. "J. P. Morgan, the Clayton Antitrust Act, and Industrial Finance-Constraints in the Early Twentieth Century", Essays in Economic and Business History, 2004 22: 111–126
- Hannah, Leslie (пролеће 2011). „J. P. Morgan in London and New York before 1914,”. Business History Review. 85: 113—50.
- Keys, C.M. (januar 1908). „The Builders I: The House of Morgan”. The World's Work. св. 15 бр. 2. стр. 9779—9704. Приступљено 10. 7. 2009.
- Moody, John (1921). The Masters of Capital: A Chronicle of Wall Street.
- Rottenberg, Dan, The Man Who Made Wall Street, University of Pennsylvania Press.

## Spoljašnje veze
- Текстови на Викизворнику:
  - „Morgan, John Pierpont”. The Cyclopædia of American Biography. 1918.
  - „Morgan, John Pierpont”.  (на језику: енглески) (11 изд.). 1911.
  - „Morgan, John Pierpont”. New International Encyclopedia. 1905.
- Novinski isečci na temu  Dž. P. Morgan u Novinskim arhivama 20. veka Nemačke nacionalne biblioteke ekonomije (ZBW)